# Rabi' al-awwal
Rabi' al-awwal (letterlijk de eerste rabi', ربيع الأول) is de derde maand van het jaar van de islamitische kalender.
In verschillende tradities wordt gesteld dat Mohammed op de twaalfde dag van deze maand geboren zou zijn, en wordt derhalve op die dag Mawlid an-Nabi gevierd. Deze maand staat deswegen ook wel bekend als sjahr-aw-mawlid.
De tiende en twintigste dag van rabiʿ al-awwal staan bekend als ongeluksdagen.

## Rabi' al-awwal ten opzichte van de westerse kalender
De islamitische kalender is een maankalender en de eerste dag van een nieuwe maand is de dag dat de nieuwe maan zichtbaar wordt. Daar een maanjaar 11 tot 12 dagen korter is dan een zonnejaar, verplaatst rabi' al-awwal zich net als de andere maanden in de islamitische kalender door de seizoenen. Hieronder staan de geschatte data voor rabi' al-awwal, gebaseerd op de Saoedische Umm al-Qurakalender.
| AH   | Eerste dag (CE)  | Laatste dag (CE)  |
| ---- | ---------------- | ----------------- |
| 1446 | 4 september 2024 | 03 oktober 2024   |
| 1447 | 24 augustus 2025 | 22 september 2025 |
| 1448 | 14 augustus 2026 | 11 september 2026 |
| 1449 | 03 augustus 2027 | 01 september 2027 |
| 1450 | 023 juli 2028    | 021 augustus 2028 |

Muharram ·
Safar ·
Rabi' al-awwal ·
Rabi' al-thani ·
Djoemada al-awwal ·
Djoemada al-thani ·
Rajab ·
Sha'aban ·
Ramadan ·
Shawwal ·
Dhoe al-Qi'dah ·
Dhoe al-Hidzjah